# Boris Smiljanić
Boris Smiljanić (ur. 28 września 1976 w szwajcarski piłkarz chorwackiego pochodzenia występujący na pozycji obrońcy. Wychowanek Grasshopper Club, w którym spędził niemal całą dotychczasową karierę, z czteroletnią przerwą (2003-07) na występy w FC Basel.